# Pipino Cuevas
José Isidro Cuevas González, detto Pipino (Santo Tomás de los Plátanos, 27 dicembre 1957), è un ex pugile messicano, Campione del mondo WBA dei pesi welter dal 1976 al 1980.

## La carriera
Professionista dal 1971, quando debuttò all'età di 14 anni, perdendo il primo incontro per KO al 2º round. I suoi inizi non furono impressionanti, dovendo combattere in età adolescenziale contro pugili molto più esperti. Il 17 luglio 1976, tuttavia, fu designato come sfidante al titolo mondiale WBA dei pesi welter detenuto dal portoricano Ángel Espada. Al secondo round dimostrò di essere in possesso di un pugno micidiale mettendo al tappeto l'avversario tre volte nello stesso round e ottenendo la vittoria per knock-out tecnico. A soli 18 anni fu il più giovane campione mondiale dei pesi welter della storia.
Cuevas difese vittoriosamente il titolo per ben undici volte in quattro anni, vincendo dieci volte prima del limite. Alla prima difesa, mise KO al sesto round Shoji Tsujimoto di fronte al suo pubblico giapponese. L'argentino Miguel Ángel Campanino, imbattuto da trentadue match fu messo KO al secondo round, così come l'esperto Clyde Gray. Ángel Espada, al quale il messicano aveva concesso la rivincita, scese dal ring all'undicesimo round con una mascella rotta.
Il 4 marzo 1978, Cuevas incontrò lo statunitense Harold Weston, un'altra vecchia volpe ma ormai un superwelter sceso di peso. Weston che a Torino aveva impegnato ai punti Bruno Arcari, battuto negli USA Vito Antuofermo e, in Australia, sconfitto Rocky Mattioli, abbandonò dopo nove round anche lui con la mascella fratturata. L'ex campione del mondo Billy Backus, che poteva vantare una vittoria con il grande José Nápoles, fu sconfitto per Kot al secondo round. Il 9 settembre 1978 a Sacramento mise KO Pete Ranzany al secondo round, così come l'altro statunitense Scott Clark.
Cuevas combatté per la prima e unica volta la distanza dei quindici round contro Randy Shields, che riuscì a battere ai punti con verdetto unanime anche se di stretta misura (un solo punto secondo due giudici; tre per il terzo). L'8 dicembre 1979 concesse il terzo incontro ad Espada battendolo per Kot al decimo round. Mise poi KO al quinto round il sudafricano Harold Volbrecht.
Perse il titolo il 2 agosto 1980 contro l'emergente Thomas Hearns, più alto di dodici centimetri e con un allungo superiore di ben venti. Dotato anch'egli di un pugno micidiale, Hearns lo mise KO al secondo round.
Dopo questa sconfitta, a nemmeno  ventitré anni, iniziò il suo declino. Nel 1981 fu sconfitto ai punti dal mediocre Roger Stafford in un match che la rivista statunitense Ring Magazine nominò Sorpresa dell'anno, ritenendolo quello conclusosi nel modo più contrario alle aspettative generali, sconvolgendo ogni previsione. Risalì sul ring soltanto quattordici mesi dopo per perdere al quarto round contro Roberto Durán una virtuale semifinale per il titolo mondiale dei pesi medi junior. Si ritirò definitivamente nel 1989, dopo diciotto anni di dura carriera professionistica.
La International Boxing Hall of Fame lo ha riconosciuto fra i più grandi pugili di ogni tempo e, nel 2003, la rivista specializzata The Ring lo ha classificato al 31º posto in un proprio elenco dei primi 100 picchiatori di ogni epoca.